# ジェイムズ・ウィルソン (陸上選手)
ジェームズ・ウィルソン (James Wilson、1891年10月2日 - 1973年)は、イギリスの陸上競技選手。1920年アントワープオリンピックの銀メダリストである。

## 経歴
ウィルソンは、1920年アントワープオリンピックの10000mに出場。フィンランドのパーヴォ・ヌルミ、フランスのジョゼフ・ギルモに次いで銅メダルを獲得。さらに、フランク・ヘガティとアルフレッド・ニコルスとチームを組み挑んだクロスカントリー団体では、ヌルミら強豪がそろっていたフィンランドに次ぎ銀メダルを獲得した。